# Jean-Marie-Dominique de Poulpiquet de Brescanvel
Jean-Marie-Dominique de Poulpiquet de Brescanvel, né le 4 août 1759 au château de Lesmel en Plouguerneau et décédé le 1er mai 1840 à Quimper, fut évêque de Quimper de 1823 à 1840.

## Biographie
Jean-Marie-Dominique de Poulpiquet de Brescanvel est le fils de Louis Marie de Poulpiquet, seigneur de Brescanvel (1723-1810) et Marie Denis de Lesmel (1742-1793). Deux de ses frères furent successivement maires de Fouesnant : Jean Baptiste Marie Félix de Poulpiquet de Brescanvel entre 1825 et 1830 et Nicolas Hyacinthe de Poulpiquet de Brescanvel en 1830-1831 et un autre maire de Plouguerneau : Émilien Marie Claude de Poulpiquet de Brescanvel.
Il fait ses études au collège de Saint-Pol-de-Léon, puis fait ses humanités à Rennes avant d'aller étudier à Paris au séminaire Saint-Sulpice, puis à la Sorbonne où il obtient sa licence. Devenu prêtre en septembre 1783, promu rapidement par Jean-François de la Marche vicaire général de Saint-Pol-de-Léon, il refuse de prêter serment à la Constitution civile du clergé et émigre en Angleterre pendant la Révolution française, participe à la bataille de Quiberon en 1795. Après son retour d'émigration, il est nommé curé de Plouguerneau, puis vicaire général de Quimper le 30 janvier 1805 par Pierre-Vincent Dombidau de Crouseilles, il devient évêque de Quimper entre 1823 et 1840. En 1826, il est nommé membre de la Maison centrale de hautes études ecclésiastiques à Paris.
Il inaugure, le jeudi 15 octobre 1829, le monument élevé à la mémoire des victimes à la chartreuse d'Auray (chapelle sépulcrale).
Sa biographie détaillée a été publiée dans L'Ami de la religion et du Roi en 1840.

## Armes
D'azur à 3 poules de mer d'argent, becquées et membrées de gueules.